# Aksel Hennie
Aksel Hennie (n. Oslo, Noruega, el 29 de octubre de 1975) es un actor, director y guionista de cine noruego. Es más conocido a nivel internacional por su rol en la película de Ridley Scott de 2015 The Martian.

## Primeros años
Hennie nació y fue criado en Lambertseter, Oslo. Antes de cumplir veinte años, fue arrestado por pintar graffitis, y se convirtió en un paria de la comunidad por confesarse ante la policía. Esta historia personal contribuyó mucho al contexto de la película Uno. La sentencia en contra de Hennie fue una de las primeras de ese tipo en Noruega.

## Trayectoria
Hennie fue aceptado en la Academia Nacional de Teatro de Noruega después de aplicar en cuatro ocasiones. Se graduó en 2001, y desde entonces ha actuado en el Teatret Vårt en Molde (2001–2002) y en el Oslo Nye Teater (2002–), en donde ha participado en obras teatrales como Hamlet y Kvinnen som giftet seg med en kalkun (La Mujer Que Se Casó con un Pavo).
Hennie ha tenido más éxito como actor de cine. Hizo su debut como protagonista en la película Jonny Vang en 2003. Pese a que el director, Jens Lien, inicialmente pensó que Hennie era muy joven para el rol, el actor lo convenció de que efectivamente era el actor adecuado para el rol. Ese mismo año, también actuó en las películas Buddy y Ulvesommer. Al año siguiente, hizo su debut como director y guionista con Uno, película en la cual también actuó. Para este filme, Hennie y su coprotagonista, Nicolai Cleve Broch, entrenaron intensamente durante seis meses para hacer el papel de fisiculturistas de manera convincente.
Hennie ganó el Premio Amanda, el premio de cine más prestigioso en Noruega, por su rol como director en Uno en 2005. Ese mismo año, también estuvo entre los nominados a los premios a Mejor Actor y Mejor Película. También ganó el premio Amanda como Mejor Actor por su rol en Jonny Vang en 2003. Fue nombrado como una de las "Estrellas Fugaces" del cine europeo por parte del European Film Promotion en 2004. En 2001, también fue nombrado como el Talento del Teatro del Año por parte del periódico Dagbladet.
En 2008, Hennie participó en la película Max Manus, en la cual interpretó al héroe noruego del mismo nombre. La película tenía un presupuesto muy elevado para los estándares noruegos y sus expectativas fueron igualmente altas. En 2011 se lanzó Age of Heroes, una película sobre la Segunda Guerra Mundial que fue filmada principalmente en Noruega. El 30 de agosto de 2013 se lanzó Pionér, un docudrama. Hennie interpreta el rol principal como un buzo comercial en el Mar del Norte durante los años 1970 que presencia un accidente en condiciones extremas, lo que lo motiva a buscar respuestas.
El 1 de diciembre de 2013 Hennie ganó un Premio Angela en el Subtitle European Film Festival en Kilkenny, Irlanda, por su rol en la película 90 Minutes. Esa noche también apareció en una presentación de Headhunters e hizo una sesión de preguntas y respuestas con la audiencia en el teatro luego de la película.

## Filmografía
- Bobby's verden (1990–1998)
- 1732 Høtten (1998)
- Buddy (2003)
- Jonny Vang (2003)
- Ulvesommer (2003)
- Den som frykter ulven (2004)
- Hawaii, Oslo (2004)
- Uno  (2004)
- Terkel in Trouble (2005)
- Lønsj (2008)
- Max Manus: Man of War (2008)
- A Somewhat Gentle Man (2010)
- Headhunters (2011)
- Age of Heroes (2011)
- 90 Minutes (2012)
- Pionér (2013)[11]
- Hércules (2014)
- Last Knights (2015)
- The Martian (2015)
- Nobel (2016-)
- The Cloverfield Paradox (2018)
- Sisu (2022)

## Premios y nominaciones
| Año  | Categoría  | Premio       | Película              | Resultado |
| ---- | ---------- | ------------ | --------------------- | --------- |
| 2009 | Best Actor | Amanda Award | Max Manus: Man of War | Ganó      |